# Nanno Boiten

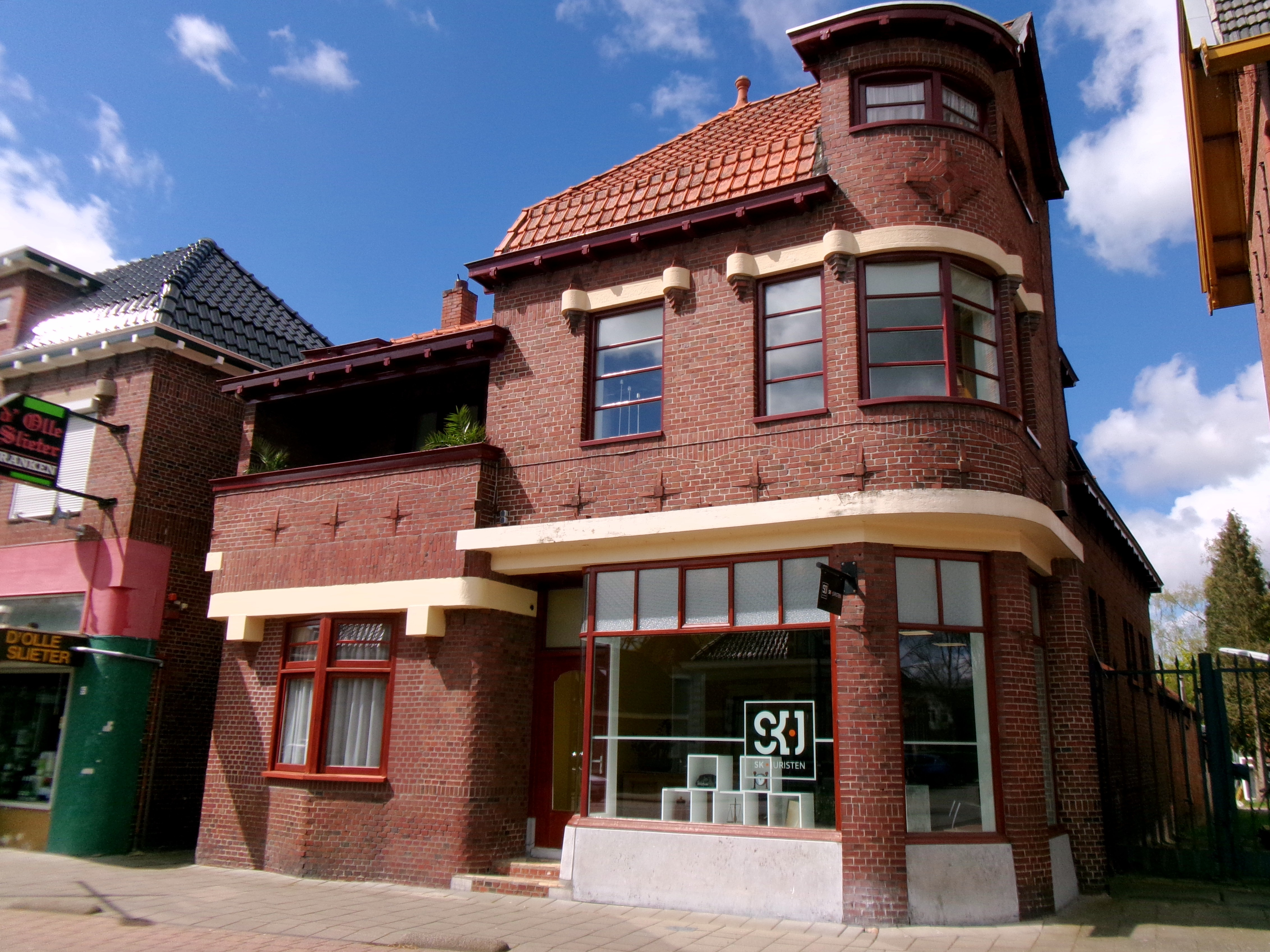

Nanno Boiten (Wildervank, 8 juni 1884 - Groningen, 18 november 1943), ook wel N. Boiten Rzn. genoemd, was een Nederlandse architect, die werkzaam was in de provincie Groningen. Hij was een zoon van de Wildervankster aannemer Roelf Boiten (1861-1947). Een viertal door hem ontworpen bouwwerken is aangewezen als rijksmonument.

## Werken (selectie)
- 1917: Kantoorwoning, Veendam[1]
- 1924: Villaboerderij, Borgercompagnie[2]
- 1925: Gereformeerde kerk (Vredeskerk), Winschoten[3]
- 1927: Woonhuis, Veendam[4]
- 1932-'33: Rentenierswoning, Meeden[5]